# Iberoamerički šahovski savez
Iberoamerički šahovski savez (eng.  Iberoamerican Chess Federation, špa. Federación Iberoamericana de Ajedrez, FIBDA), regionalna pridružena organizacija Svjetske šahovske organizacije koja predstavlja područje iberoameričkih zemalja. Uloga mu je promicati i razvijati sve oblike šaha na svom prostoru, štititi interese šaha, uspostaviti i koordinirati aktivnost članova i organizirati regionalna prvenstva pod okriljem FIDE, te zastupati interese članova kod FIDE i inih međunarodnih organizacija.
Sjedište je u Madridu u Španjolskoj. Današnji predsjednik je Francisco Javier Ochoa De Echaguen iz Španjolske.

## Vanjske poveznice
- Službene stranice